# Aesculap

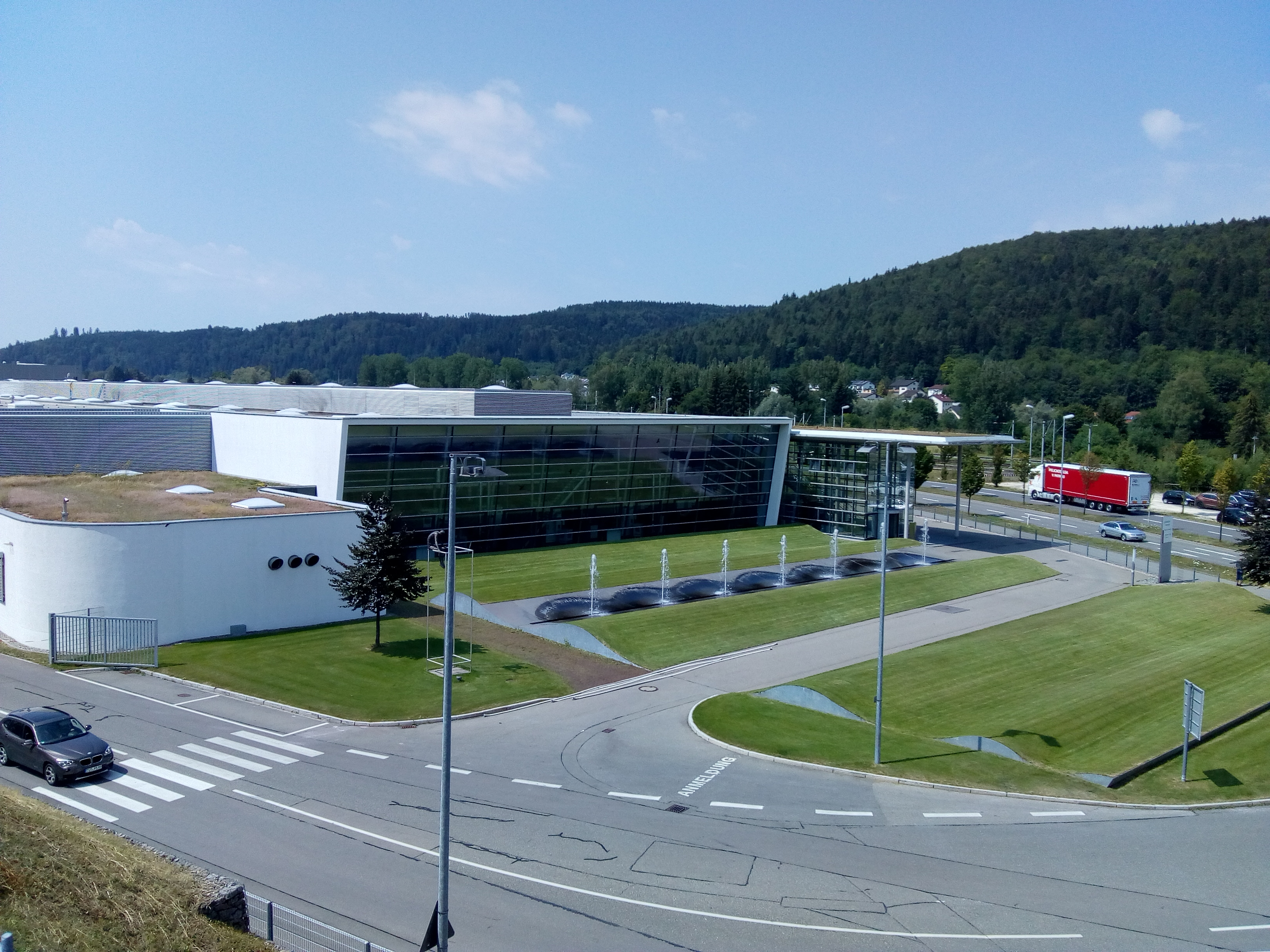
Benchmark Factory

Aesculap AG – niemieckie przedsiębiorstwo medyczne z siedzibą w Tuttlingen. Specjalizuje się głównie w produkcji narzędzi i sprzętu medycznego.

## Historia
Historia przedsiębiorstwa sięga roku 1867, gdy Gottfried Jetter założył warsztat ślusarski, w którym rozpoczął wytwarzanie narzędzi chirurgicznych. W 1878 r. przedsiębiorstwo liczyło już 150 pracowników. W 1889 zarejestrowano logo firmy, które przedstawia laskę Eskulapa z koroną. W latach 1898–1895 powstała nowa istniejąca do dzisiaj siedziba firmy na zachodnich przedmieściach Tuttlingen, a w 1899 zarejestrowano nazwę handlową AESCULAP. W okresie I i II wojny światowej produkcja przestawiona została w dużej części na potrzeby wojskowe.

## Działalność
W reakcji na konkurencję tanich narzędzi z Pakistanu Aesculap zbudował zakład produkcyjny w Malezji, powstały też zakłady w Japonii i Wielkiej Brytanii.
Na początku lat 90. XX w. Aesculap został także głównym udziałowcem Fabryki Narzędzi Chirurgicznych CHIFA w Nowym Tomyślu, a kilka lat później stał się częścią koncernu B.Braun Melsungen AG. W 2001 Aesculap wzbogacił się o nową halę produkcyjną nazwaną Benchmark Factory, w której produkowane są endoprotezy i protezy stawu kolanowego.